# صالة الدحيل الرياضية
صالة الدحيل الرياضية هي صالة رياضية تقع في الدوحة, قطر بُنيت لإستضافة مباريات بطولة العالم لكرة اليد للرجال 2015.